# Associazione Sportiva Pro Belvedere Vercelli
L'Associazione Sportiva Pro Belvedere Vercelli, meglio nota come Pro Belvedere Vercelli, è stata una società calcistica italiana della città di Vercelli.
Fondata nel 2006 a seguito della fusione di due club preesistenti, vanta quale miglior risultato una partecipazione al campionato di Lega Pro Seconda Divisione (all'epoca quarto livello della piramide calcistica italiana)
Ha cessato le attività nel 2010, allorché ha acquisito la tradizione sportiva e i beni immateriali della fallita Pro Vercelli, onde consentirne la rifondazione.

## Storia

### Nascita dell'A.S. Pro Belvedere Vercelli
La P.G.S. Pro Belvedere era una squadra minore della città di Vercelli: fondata nel 1912, vantava un prolifico settore giovanile (dalle cui file erano usciti vari giocatori poi passati alla Pro Vercelli, prima squadra della città), mentre la prima squadra non era mai riuscita a superare i campionati dilettantistici a carattere provinciale.
Nel 2006, a seguito di un rinnovo del direttivo, la Pro Belvedere si accordò con il Trino (team espressione dell'omonima cittadina) per unire le forze in un'unica realtà.
L'accordo portò il Trino a trasferire la propria sede e il proprio titolo sportivo (valido per partecipare alla Serie D) a Vercelli: il club unitario che ne nacque assunse la denominazione ufficiale di Associazione Sportiva Pro Belvedere Vercelli. Come colori sociali furono scelti il giallo e il verde, mentre campo casalingo divenne lo stadio Silvio Piola.
Dopo due stagioni interlocutorie, l'annata 2008-2009 vide la Pro Belvedere dominare il girone B della Serie D, vinto già il 10 maggio 2009, con una giornata d'anticipo sulla fine della regular season. Ciò valse al giovane club gialloverde l'accesso al campionato di Lega Pro Seconda Divisione e al professionismo.

### La breve esperienza professionistica
Grazie al risultato di cui sopra, nel campionato 2009-2010 Vercelli visse la sua prima "stracittadina" tra due squadre professionistiche, giacché la Pro Belvedere venne inserita nel medesimo girone della Pro Vercelli.
Il primo derby vercellese si disputò il 20 settembre 2009, risolvendosi in una vittoria della Pro Vercelli per 1-0 dinnanzi a un pubblico di oltre 2 000 persone (affluenza inconsueta in quegli anni al Silvio Piola). Nel post partita si registrarono scontri tra gli ultras della Pro Vercelli e alcuni sostenitori della Pro Belvedere (numericamente molto inferiori), che causarono alcuni feriti e l'irrogazione di alcune diffide.
La partita di ritorno, svoltasi il 31 gennaio, vide invece la Pro Belvedere vincere per 1-0.
La stagione dei gialloverdi si rivelò comunque difficoltosa: essi chiusero il proprio girone al penultimo posto con 28 punti guadagnati, davanti alla sola Pro Sesto (ultima classificata), dovendo dunque disputare i play-out. Il doppio confronto con il Mezzocorona si risolse per la Pro Belvedere in una sconfitta interna all'andata per 1-3 e una vittoria esterna per 0-2 al ritorno: a parità di reti segnate furono i trentini a salvarsi, in virtù della propria miglior posizione in classifica.

### La fusione con la Pro Vercelli e la fine
Nei mesi estivi la Pro Belvedere presentò domanda di riammissione in Seconda Divisione; parallelalmente si consumò la dissoluzione dell'Unione Sportiva Pro Vercelli, che il 16 luglio del 2010 venne esclusa dal medesimo campionato e si avviò al fallimento. Ai sensi delle normative FIGC, la tradizione sportiva e i beni immateriali dello storico sodalizio biancocrociato furono avocati al Comune di Vercelli, che optò per conferirli proprio alla dirigenza della Pro Belvedere.
Il 4 agosto la domanda di riammissione venne accolta: la Pro Belvedere venne dunque reinserita in Lega Pro Seconda Divisione e assegnata al girone A. Due giorni dopo, il 6 agosto, il club cambiò denominazione in Football Club Pro Vercelli 1892, sancendo ufficialmente l'avvenuta transazione e ponendo dunque fine alla breve storia gialloverde.

## Colori e simboli

### Colori
La Pro Belvedere aveva come colori sociali il giallo e il verde.

### Simboli ufficiali

#### Stemma
Lo stemma della Pro Belvedere era costituito da uno scudo contenente il disegno verde di un gallo stilizzato che calciava un pallone, in basso era presente la denominazione societaria scritta sempre in verde.

## Strutture

### Stadio
La Pro Belvedere Vercelli ha utilizzato dalla fondazione fino allo scioglimento lo stadio Silvio Piola di Vercelli, dotato di una capacità massima di 4 215 posti che condivideva con il maggior club cittadino.

## Società
- 2006-2010 Erreà

## Allenatori e presidenti
| Allenatori - 2006-2007 Andrea Prina - 2007-2008 Andrea Prina (1ª-6ª) Salvatore Mango (7ª-34ª e play-off) - 2008-2009 Salvatore Mango - 2009-2010 Gian Cesare Discepoli (1ª-10ª) Gianfranco Motta (11ª-31ª) Gian Cesare Discepoli (32ª-34ª e play-out) | Presidenti - 2006-2010 Massimo Secondo |

## Calciatori

### Capitani
- Cristiano Scazzola (2006-2010)

## Palmarès

### Competizioni interregionali
- Serie D: 1

2008-2009 (girone B)

### Competizioni giovanili
- Coppa Allievi Professionisti: 1

2009-2010

## Statistiche e record

### Partecipazione ai campionati
| Livello | Categoria                  | Partecipazioni | Debutto   | Ultima stagione | Totale |
| ------- | -------------------------- | -------------- | --------- | --------------- | ------ |
| 4º      | Lega Pro Seconda Divisione | 1              | 2009-2010 | 2009-2010       | 1      |
| 5º      | Serie D                    | 3              | 2006-2007 | 2008-2009       | 3      |

### Partecipazioni alle coppe
| Competizione          | Partecipazioni | Debutto   | Ultima stagione | Totale |
| --------------------- | -------------- | --------- | --------------- | ------ |
| Coppa Italia Lega Pro | 1              | 2009-2010 | 2009-2010       | 1      |
| Coppa Italia Serie D  | 3              | 2006-2007 | 2008-2009       | 3      |
| Poule Scudetto        | 1              | 2008-2009 | 2008-2009       | 1      |

## Tifoseria

### Storia
Data la sua giovane età, la sua breve esistenza, la miltanza per una sola stagione in un campionato professionistico e con la presenza in città di una squadra con tradizione sportiva maggiore la Pro Belvedere contava uno scarso seguito di tifosi.

### Gemellaggi e rivalità
Non sono segnalati particolari gemellaggi e rivalità con altre squadre.